# Реактор коммерциализации
Реактор коммерциализации (англ. Commercialization Reactor) — латвийская компания, работающая в области венчурного инвестирования. Занимается коммерциализацией инновационного продукта созданного в России и странах СНГ в рамках НИОКР для вывода на мировой рынок. Использует модель стартапов.
Реактор коммерциализации создаёт и растит стартапы, основанные на потенциально подрывных научно обоснованных технологиях, предоставляя компаниям-резидентам полную инфраструктурную, а также всеобъемлющую профессиональную поддержку на каждом этапе развития, обеспечивая возможность для надёжного развития в мировом масштабе. Реактор коммерциализации занимается исключительно проектами из сферы естественных и биологических наук и известен своим дружелюбным отношением к исследовательским институтам и университетам, выражающемся в отсутствии стремления переманивать учёных в бизнес и активном участии в создании бизнес-экосистем при ряде российских и восточно-европейских университетах и исследовательских центрах, традиционно испытывающих недостаток в продуктивных контактах с бизнес-структурами и венчурным капиталом.

## Формат
Реактор коммерциализации выражается в непрерывном процессе развития технологических компаний, которому присущи свойства бизнес-акселератора, сидового фонда, бизнес-инкубатора, технологического брокера, пункта трансфера технологий, агента коммерциализации научно-исследовательских, а также образовательных институций и образовательного проекта.
Основным отличием Реактора от перечисленных форм поддержки является то, что модель Реактора подразумевает естественное формирование команд вместо отбора лучших команд из уже существующих. Обязательным условием является наличие в каждой команде сильных технологических компетенций, подкреплённых предпринимательским духом. Подразумевается, что только такая комбинация способна привести компании к успеху. Отбор участников и построение команд является одним из основных фокусов Реактора коммерциализации.
Коммерциализация проектов, основанных на научных достижениях сопряжена со значительно более высокими рисками, занимает больше времени и требует больше средств и усилий по сравнению с ИТ / интернет проектами или поддерживающими инновациями. Поэтому, в отличие от традиционных акселераторов, отбирающих проекты с хорошими идеями и сильными командами, Реактор Коммерциализации отбирает наиболее перспективные научные и инженерные идеи и развивает их, создавая и наставляя бизнес-команды и предоставляя им начальное финансирование.

## Программа
Реактор коммерциализации состоит из последовательности программ, каждая из которых длится шесть месяцев. Во время каждой из программ оценочным комитетом производится отбор до двенадцати научных или инженерных идей для участия в мероприятии «Запуск!» (англ. Ignition Event). На этом мероприятии учёные и изобретатели в специальном формате представляют свои идеи и встречаются с предпринимателями, заинтересованными в превращении идей в бизнес. В течение трёх месяцев после «Запуска!» происходит постороение команд и проходит обязательная 10-ти недельная практическая обучающая программа «Start-up Support Programme». Венцом программы является Demo Day, во время которого проекты презентуются перед венчурными инвесторами и бизнес-ангелами.
По окончании Demo Day сотрудники Реактора коммерциализации продолжают мониторить развитие компаний независимо от того, удалось ли им привлечь финансирование или нет. Demo Day открыт для всех проектов, успешно прошедших Start-up Support Programme, в том числе и тех, кто проходил эту программу ранее. Компании, успешно привлекшие инвестиции и начавшие самостоятельное развитие, не теряют статуса резидента и получают полный доступ ко всем ресурсам и возможностям, предоставляемым Реактором.

## История
Реактор коммерциализации берёт своё начало от идеи коммерциализации научно обоснованных технологий, созданных во времена СССР и финансируемых в основном из средств Международного Научно-Технического Центра (МНТЦ). Научно-техническое наследие Советского Союза до сих пор остаётся значительным и обладает высоким коммерческим потенциалом, по достоинству оцениваемым как предпринимателями, так и инвесторами, однако долгие годы не имевшим эффективного механизма налаживания превращения их в поток инвестиционных сделок.
Николай Адамович, основатель и идейный вдохновитель Реактора коммерциализации, представил свою идею МНТЦ и получил всеобъемлющую поддержку. В 2009 году в Риге, Латвия прошло первое мероприятие Ignition Event (на тот момент называвшееся 1st Commercialization Reactor) при активном участии Латвийского Агентства Инвестиций и Развития (ЛАИР).

## Результаты деятельности
С 2009 года более 25-ти компаний Реактора получили инвестиции пре-сидового и сидового уровней на общую сумму более пяти миллионов Евро).

## Поддержка
Реактор коммерциализации играет значительную роль в развитии научно-предпринимательской экосистемы в международном масштабе и поэтому поддерживается различными организациями, среди которых Министерство Экономики Латвии, Агентство Инвестиций и Развития, Латвийское Агентство Гарантий, МНТЦ, РВК, Балтийский Международный Банк, Swedbank, Клуб Бизнес-Ангелов Янтарного Моря, фонд Имприматур Капитал, Сколково Стартап Академия, Украинский Научно-Технический Центр (STCU) и другие.